# Næstved Møbelfabrik
Næstved Møbelfabrik A/S var en fabrik i Næstved, der fremstillede møbler mellem 1948-1976.
Ejner Larsen og Aksel Bender Madsen arbejdede i mange år for Næstved Møbelfabrik, de er mest kendt for deres enkle og tidløst designede møbler i teak og palisander. Metropolitanstolen fra 1959 betragtes som arkitekternes hovedværk blev produceret på Næstved Møbelfabrik. Den er udstillet på Metropolitan Museum of Art i New York. 
I slutningen af 1990'erne blev bygninger til den tidligere møbelfabrik overtaget af Næstved Kommune og indrettet til lokaler for kommunens 10. klasser.

## Direktører for virksomheden
- 1948-1951: Einar Johansen. Startede senere E.Johansen Møbler A/S.
- 1951-1964: Ernst Jensen
- 1965-1976: Per Schmidt Pedersen (Ernst Jensens svigersøn)